# Euploea sylvester
Euploea sylvester is een vlinder uit de familie Nymphalidae, onderfamilie Danainae.

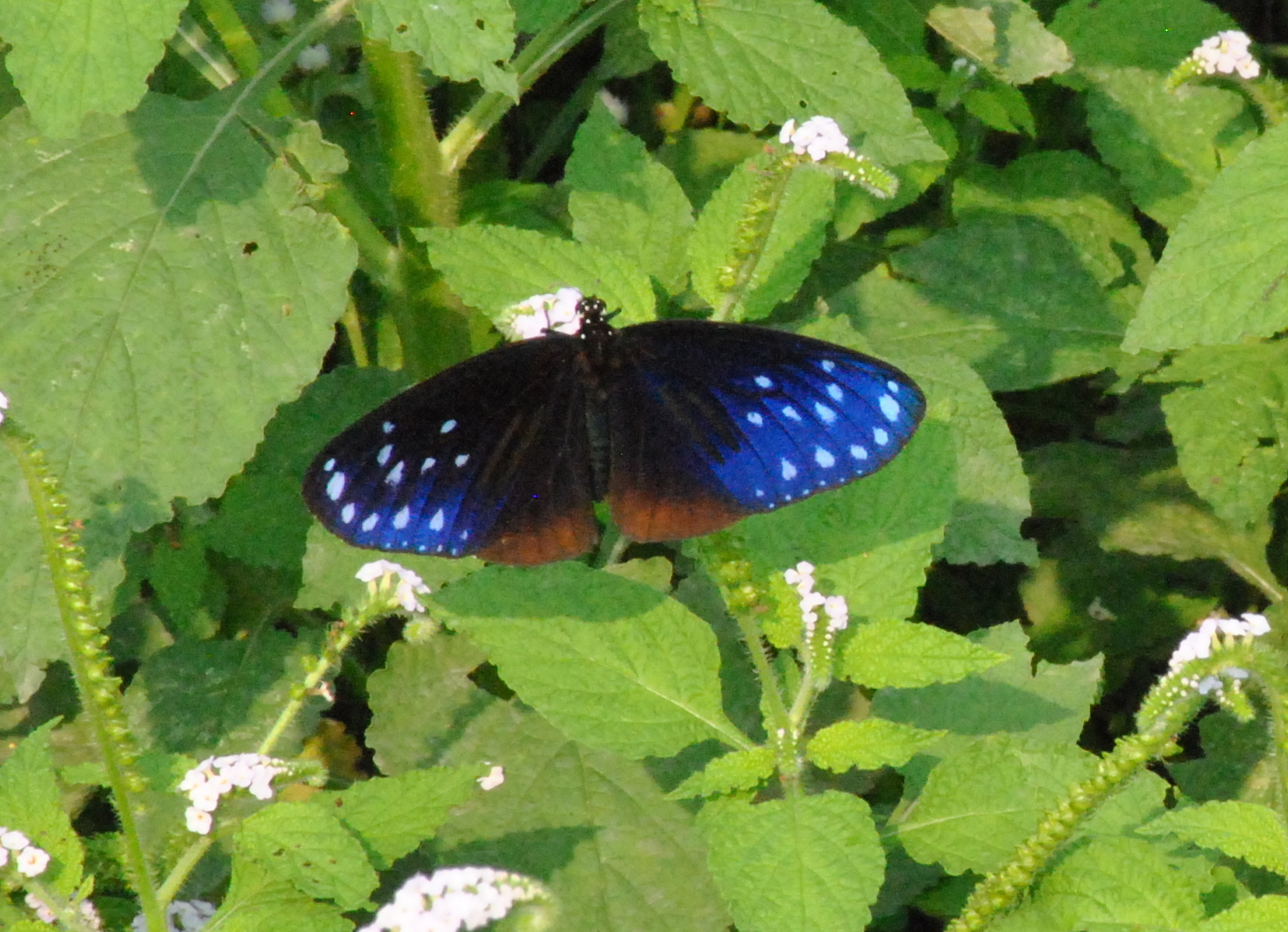

De wetenschappelijke naam van de soort is voor het eerst geldig gepubliceerd in 1793 door Johan Christian Fabricius.